# 크리스틴 배런스키
크리스틴 버랜스키(Christine Baranski, 영어 발음: /bəˈrænskɪ/, 1952년 5월 2일 ~ )는 미국의 배우이다.

## 출연 작품

### 영화
- 행운의 반전 (1990)
- 작은 전쟁 (1994)
- 버드케이지 (1996)
- 사랑보다 아름다운 유혹 (1999)
- 그린치 (2000)
- 시카고 (2002)
- 엘로이즈 크리스마스 대소동 (2003, Eloise at Christmastime)
- 맘마 미아! (2008)
- 숲속으로 (2014)
- 트롤 (2016) - 애니메이션
- 맘마미아! 2 (2018)
- 돌리 파튼의 크리스마스 온 더 스퀘어 (2020) - 리자이나 역

### 텔레비전
- 시빌 (1995-98)
- 굿 와이프 (2009-16)
- 빅뱅 이론 (2009-11, 2013-19)
- 굿 파이트 (2017-22)